# 长茂镇
长茂镇是中华人民共和国江苏省连云港市灌南县一个已撤销的镇。
2013年1月31日，江苏省人民政府批复同意撤销长茂镇，将其所辖行政区域划归田楼镇。